# Harkhebi (cráter)

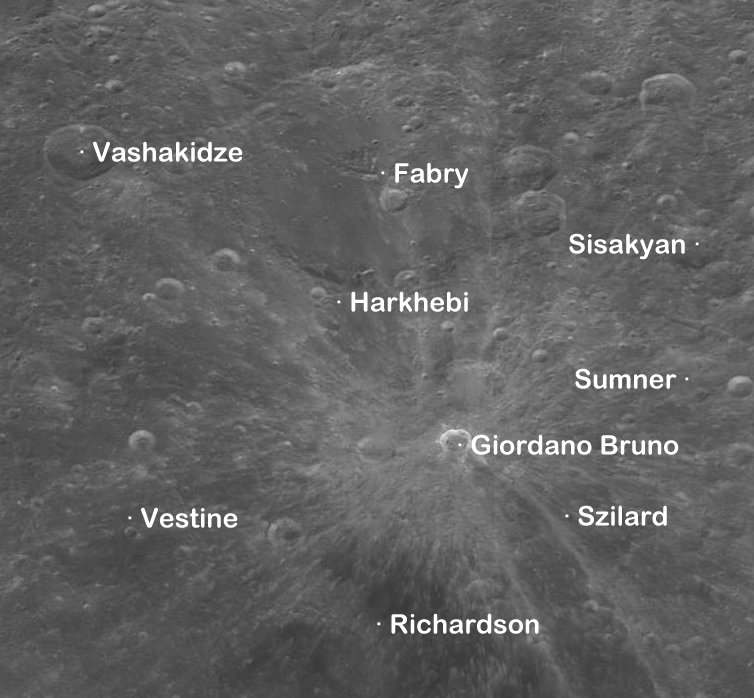
Sistema de marcas radiales de Giordano Bruno

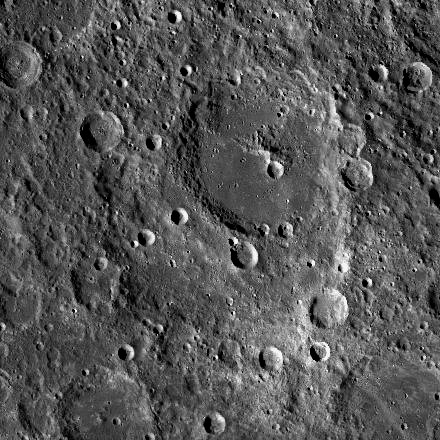
Fotografía de la misión Lunar Reconnaissance Orbiter

Harkhebi es un gran cráter de impacto lunar, perteneciente a la categoría denominada como llanura amurallada. La mitad del cráter en su lado norte-noreste está recubierta por la llanura amurallada Fabry, otra gran formación anexa. Unida al borde noroeste se encuentra el cráter mucho más pequeño Vashakidze. Al suroeste se halla el cráter Vestine, y al sur aparece Richardson.
Los restos del borde exterior de Harkhebi aparecen notablemente desgastados y erosionados por impactos posteriores, quedando muy poco de la formación original intacto. Hacia el sureste, el borde está invadido por los cráteres satélite Harkhebi J y Harkhebi K. El resto del brocal es de forma irregular, formando un arco de crestas escarpadas, incisiones y cráteres pequeños. El piso interior es también irregular y escarpado, aunque algo menos que el terreno circundante. Varios cráteres pequeños, en forma de cuenco se alojan en el suelo interior, incluyendo a Harkhebi H junto a la ribera meridional de Fabry.
Justo al sureste de Harkhebi se sitúa el cráter más reciente Giordano Bruno, una formación con un albedo relativamente alto situado en el centro de un sistema de marcas radiales. Vetas del material de estos rayos se encuentran en varias partes de la planta interior de Harkhebi, y uno de los rayos lo atraviesa de sureste a noroeste.
Antes de ser nombrado en 1979 por la UAI, este cráter era conocido como Basin I.

## Cráteres satélite
Por convención estos elementos se identifican en los mapas lunares colocando la letra en el lado del punto central del cráter más cercano a Harkhebi.
|          | \| Harkhebi \| Coordenadas \| Diámetro \| \| -------- \| ------------------------------ \| -------- \| \| H \| 39°18′N 99°48′E / 39.3, 99.8 \| 30 km \| \| J \| 37°24′N 103°24′E / 37.4, 103.4 \| 40 km \| \| K \| 35°42′N 100°48′E / 35.7, 100.8 \| 27 km \| \| T \| 40°06′N 95°42′E / 40.1, 95.7 \| 16 km \| \| U \| 40°48′N 97°00′E / 40.8, 97.0 \| 18 km \| \| W \| 43°30′N 95°42′E / 43.5, 95.7 \| 17 km \| |          |
| Harkhebi | Coordenadas | Diámetro |
| H        | 39°18′N 99°48′E / 39.3, 99.8 | 30 km    |
| J        | 37°24′N 103°24′E / 37.4, 103.4 | 40 km    |
| K        | 35°42′N 100°48′E / 35.7, 100.8 | 27 km    |
| T        | 40°06′N 95°42′E / 40.1, 95.7 | 16 km    |
| U        | 40°48′N 97°00′E / 40.8, 97.0 | 18 km    |
| W        | 43°30′N 95°42′E / 43.5, 95.7 | 17 km    |